# Sergio Román Othón Serna Saldívar
Sergio Román Othón Serna Saldívar es un profesor de tiempo completo e investigador con el  Instituto Tecnológico y de Estudios Superiores de Monterrey (Tec de Monterrey) que se especializa en Ingeniería de alimentos. Su trabajo ha sido reconocido con una membresía Nivel III en el Sistema Nacional de Investigadoresen México, y varios reconocimientos.

## Educación
El Dr.Serna tiene una BS en ciencias de agricultura y zoológica en el  Tec de Monterrey, Campus Monterrey (1980), así como una maestría en nutrición y un doctorado en Ingeniería de alimentos en Texas A&M University.

## Carrera
Serna empezó su carrera como profesor e investigador con Texas A&M, con la que sigue siendo un adjunto. Su experiencia en carrera incluye el cultivo de grano y aceite productor de semillas, la preparación del pan y  tortillas, destilaje, desarrollo de farmacéuticos, revisión de libros y más. Él ha trabajado y consultado para negocios mexicanos e internacionales, así como agencias como el Centro Nacional de Investigación de Alimentos, en Río de Janeiro, Brasil,(US Agency for International Development), Gamesa, GIMSA, Química SUMEX, Omega Tech y otras organizaciones relacionadas al alimento y la nutrición. Serna permanentemente regresó a México bajo un programa de repartición para científicos mexicanos. Los científicos mexicanos fueron promocionados por el  CONACYT y trabajo como profesor en la Universidad de Sonora antes de su actual posición.
Actualmente Serna es profesor e investigador con el Tec de Monterrey, Campus Monterrey. Su trabajo de investigación es hecho como parte de Cátedra de Alimentos y Fármacos, grupo de investigación de Biotecnologíadel Tec de Monterrey. También es el director del Centro de Investigación y Desarrollo de Proteínas (CIDPRO). Como profesor ha sido mentor de más de sesenta alumnos de nivel maestría y siete de nivel doctorado.
Sus especialidades de investigación son el procesado de cereales y el aceite productor de semillas, la extracción de  Fitoquímica para uso medicinal,y fermentación de enzima biotecnológica. Ha publicado siete libros, veintinueve capítulos, noventa y ocho artículos en diarios prestigiosos. Ocho artículos de enciclopedia y dueño de dos patentes, con ocho más solicitadas. También desarrollo otros productos.

## Recognitions
Serna es dueño de dos patentes en los Estados Unidos: extracto de agave que tiene actividad anticáncer.(US 20130209588), con Janet Alejandra Gutiérrez Uribe y Liliana Santo Zea crearon un método para obtener etanol de un tipo de grano. (sorghum bicolor L. Moench) comprimiendo pasos que incluyen decorticación e hydrolysis con protistas(20110014671)con Esther Pérez Carrillo yMario Moises Álvarez
Él ha sido reconocido en La Sociedad Americana de Nutrición, La Asociación Americana de Químicos para Cereales, La Asociación Estadounidense del Consulado de Calidad, el Instituto de Tecnología de Alimentos y la Academia Mexicana de Ciencias. Dr. Serna tiene un reconocimiento Nivel III en Sistema Nacional de Investigadoresen México, en el que ha sido miembro desde 1992.
Premios por sus enseñanzas y especialmente sus investigaciones incluyen: el premio Luis Elizondo en 2003, y el premio Yum Kax en 2008 por su trabajo con el tratamiento de maíz con lima y el premio de Agrobio en 2012 De 1993 a 1998, tuvo grandes reconocimientos del Tec de Monterrey por sus enseñanzas e investigaciones. En 2004, él tuvo el primer lugar en el Rómulo Garza por Efecto de la adición de amiloglucosidasa en las propiedades de cervezas Lager producidas a partir del sorgo”en colaboración con Diana Urías Lugo, David del Pozo Insfrán and Carmen Hernández Brenes, con el tercer lugar de la investigación y lugar en la publicación de un libro del mismo evento el año de 2010.